# Старгейт Атлантис
„Старгейт Атлантис“ е канадско-американски научнофантастичен телевизионен сериал от поредицата „Старгейт“. Той е продължение на хитовия телевизионен сериал „Старгейт SG-1“ и е създаден от Брад Райт и Робърт С. Купър.

## Информация
„Старгейт Атлантис“ започва нова сюжетна линия на „Старгейт SG-1“, която по предварителни планове е трябвало да се реализира като втори игрален филм след шестия сезон. Когато SG-1 е отново подновен и за осми сезон, очакваният филм се превръща в епизода „Изгубеният град“ – финал на 7-и сезон в две части, а мястото на „Старгейт Атлантис“ e преместено в галактиката Пегас, което позволява двата сериала да вървят успоредно в една и съща измислена вселена, като по-късно историята в двата сериала се преплита. Сериалът е подготвен от същите хора, които разработват и SG-1.
Атлантис дебютира по канала Sci-Fi на 16 юли, 2004 с участието на Джо Фланиган, Тори Хигинсън, Рейнбоу Сън Франкс, Дейвид Хюлет и Рейчъл Лутрел в главните роли. Хюлет и Хигинсън преди това са участвали и в SG-1. Във втория сезон на Атлантис Пол Макгилън и Джейсън Момоа (който заменя Франкс) са добавени като постоянни актьори.

През 2008 г. приключват снимките на последния, според заявявеното от канала Sci-Fi, пети сезон. Финалният му 100-тен епизод е излъчен на 9 януари 2009.
Сюжетът следи историята на „експедицията Атлантида“ – обединен екип от военни и цивилни, които отпътуват към галактиката Пегас в търсене на изгубения град Атлантида, изоставен от могъщата раса, наречена Древни. Намирането на града е в сюжета и на повечето епизоди на SG-1 през неговия 7-и сезон. Пристигайки в града, експедицията открива, че галактиката е управлявана от ужасяващ враг известен като „Призраците“, от които те трябва да се защитават – изключително трудна задача, тъй като са многократно превъзхождани числено.
Сериалът е номиниран 62 пъти и печели общо 19 награди за актьори, визуални ефекти и режисьори, включително и Платинената награда на Уърлд Фест (Хюстън) за режисурата на Дейвид Уининг на 6-и епизод от 1-ви сезон („Краят на детството“). „Атлантис“ се показва като успешен колкото SG-1, с рейтинг на Нийлсън около 1,9 пункта.

## „Старгейт Атлантис“ в България
В България сериалът се излъчва по AXN Sci Fi от 7 ноември 2008 г., с разписание всеки делничен ден от 23:20. Дублажът е на Александра Аудио. Ролите се озвучават от артистите Светлана Смолева, Тамара Войс в първи сезон, Симона Нанова във втори и трети, Явор Караиванов, Николай Пърлев и Стефан Стефанов.